# Disco, Ibiza, Locomía
Disco, Ibiza, Locomía és una pel·lícula espanyola de drama biogràfic dirigida per Kike Maíllo, qui la va coescriure al costat de Marta Libertad. És protagonitzada per Jaime Lorente, Alberto Ammann, Alejandro Speitzer, Iván Pellicer, Pol Granch, Javier Morgade, Albert Baró, Gonzalo Ramírez, Eva Llorach i Blanca Suárez. Es va exhibir per primer cop al Festival de Màlaga el 8 de març de 2024, i es va estrenar als cinemes al 17 de maig de 2024, de la mà de DeAPlaneta.

## Trama
Espanya, mitjans dels 80. Un grup d'amics capitanejats per Xavi Font (Jaime Lorente) acaba d'arribar a Eivissa perseguint el seu somni de dedicar-se a la moda. Allí els descobreix el productor José Luis Gil (Alberto Ammann), un magnat de la indústria musical que busca nous talents per a llançar un grup. Sense tenir ni idea de cantar, el grup inicia una carrera que els porta de viure com hippies a Eivissa, a omplir estadis a Llatinoamèrica i, de pas, revolucionar les discoteques de mig món.

## Repartiment
- Jaime Lorente com a Xavi Font
- Alberto Ammann com a José Luis Gil
- Alejandro Speitzer com a Carlos Armas
- Iván Pellicer
- Pol Granch com a Jaume
- Javier Morgade
- Albert Baró
- Gonzalo Ramírez com a Gard Passchier
- Eva Llorach
- Blanca Suárez com a Lurdes Iribar
- Horacio Colomé com a presentador mexicà

## Producció
El 15 de setembre de 2022, es va anunciar que s'estava desenvolupant una pel·lícula biogràfica de la banda espanyola d'electropop Locomía, titulada igualment Locomía, amb Kike Maíllo de director i amb Jaime Lorente i Alberto Ammann com a protagonistes. En un reportatge de La Vanguardia sobre Lorente, es va dir que el rodatge de la pel·lícula començaria a gravar-se el 19 de maig de 2023, encara que notícies posteriors van dir que el rodatge havia començat el dia anterior, el 18 de maig de 2023. El juliol de 2023, es va anunciar que el rodatge de la pel·lícula havia conclòs. Amb l'anunci del final del rodatge, es va anunciar que el títol de la pel·lícula va ser canviat de Locomía a Disco, Ibiza, Locomía, les primeres línies de la cançó epònima de 1989.
El pressupost de la pel·lícula és de 6,1 milions d'euros, incloent-hi 1,2 milions d'euros procedents d'ajudes generals de l'Institut de la Cinematografia i de les Arts Audiovisuals.

## Estrena i màrqueting
El juliol de 2023, poc després de l'anunci del final del rodatge, DeAPlaneta va anunciar que estrenaria Disco, Ibiza, Locomía als cinemes espanyols el 19 d'abril de 2023. El 26 de febrer de 2024, es va anunciar que es retardaria del 19 d'abril al 17 de maig de 2024. La cinta es va estrenar en el Festival de Màlaga el 8 de març de 2024.